# 人の最大の力を競う算数・数学の大会
人の最大の力を競う数学の大会（ひとのさいだいのちからをきそうすうがくのたいかい、英: Computer-Aided Math Competition）は関西学院高等部数理科学部が主催する数学の大会、コンテスト。

## 概要
150分間で中学入試レベルの算数の問題をあらゆる方法で解き、その速さと正確性を競う。対象者は年齢や職業の制限はなく、子供から大人まで（小学生から大学生、社会人等）参加可能。日本唯一、パソコンが使用可能な数学の大会。